# Methanobrevibacter
A Methanobrevibacter az élőlények rendszertani osztályozásában a Methanobacteriaceae család alá tartozó egyik baktériumnemzetség.

### Tudományos folyóiratok
- Balch WE, Fox GE, Magrum LJ, Woses CR, Wolfe RS (1979). „Methanogens: reevaluation of a unique biological group”. Microbiol. Rev. 43 (2), 260–296. o. PMID 390357. PMC 281474.

### Tudományos adatbázisok
- Methanobrevibacter PubMed hivatkozásai
- Methanobrevibacter PubMed Central hivatkozásai
- Methanobrevibacter Google Scholar hivatkozásai